# Oh My Girl (EP)
Ne doit pas être confondu avec Oh My Girl.
Albums de Oh My Girl
Closer
(2015)
Singles
1. Cupid
Sortie : 20 avril 2015

Oh My Girl est le premier mini-album du girl group sud-coréen Oh My Girl. Il est sorti le 20 avril 2015 sous WM Entertainment et distribué sous LOEN Entertainment.

## Liste des pistes
| 1.    | Oh My Girl! (Intro)                                     | 72                  | 72, Sean Alexander, Avenue 52                         | 1:18 |
| 2.    | Cupid                                                   | Kim Eana            | Hyuk Shin, Jordan Kyle, DK, Jarah Gibson              | 3:27 |
| 3.    | Hot Summer Nights                                       | Lee Bo-ra, 72, Mimi | Alexander, Andreas Öberg, Rinat Arinos, Avenue 52     | 3:17 |
| 4.    | Curious (coréen : 궁금한걸요, RR : Gung-geumhan-georyo) | Lee Bo-ra, 72       | Andreas Öberg, Alexander, Alejandra Ocampo, Avenue 52 | 3:41 |
| 11:43 |                                                         |                     |                                                       |      |

## Classement

### Classement hebdomadaire
| Classement (2015)          | Meilleure position |
| -------------------------- | ------------------ |
| South Korean Albums (Gaon) | 6                  |